# پاشاخان مکری
پاشاخان مکری ملقب به شجاع الملک و مظفرالدوله از امیران دورهٔ سلطنت محمدشاه قاجار و ناصرالدین شاه قاجار بود. او پسر فرخ خان مکری (برادر عزیزخان) بود که عزیزخان مکری عموی او بود.
از تاریخ تولد و آغاز زندگی و چگونگی ورود او به دربار قاجار اطلاعات روشنی در دسترس نیست. پاشاخان به واسطه نفوذ پدر و عمویش به دربار محمد شاه راه یافت و در صفر ۱۲۲۵ شمسی هنگامی که ناصرالدین میرزا به رسم نیابت سلطنت به آذربایجان می‌رفت، همراه او بود.
پاشاخان سرتیپ فوج دامغان و سمنان بود و در همان سال به دستور عزیزخان آجودانباشی، مأمور خدمت در دارالخلافه گردید. پاشاخان با سوارانش به سپاه سلطان مراد میرزا حسام السطنه پسر عباس میرزا پیوست و در جنگ هرات شرکت کرد و قلعه کریک و طاقان در هرات را به تصرف درآورد و پاس خدماتش نشان و خلعت شاهی گرفت و سال بعد برای سرکوب شورش خراسان به آنجا رفت.

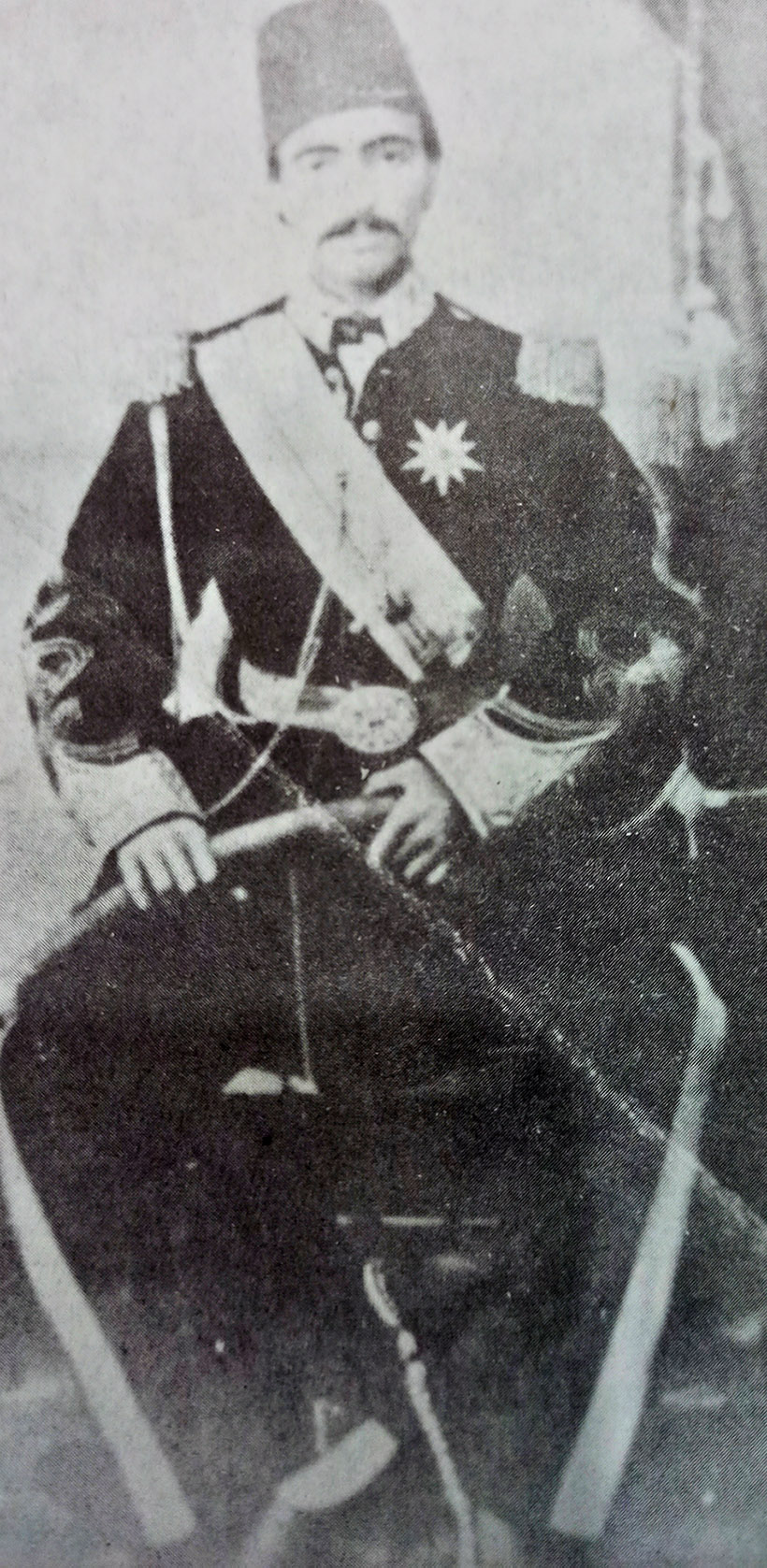
فرخ خان مکری منصورالممالک والی (فرخ خان دوم) پسر پاشاخان مکری.

یکی از پسران پاشا، به نام فرخ خان مکری (دوم) ملقب به منصورالممالک یا والی، حاکم قریه داشکسن شاهین دژ بود.
پاشاخان در سال ۱۲۴۹ شمسی در قصرشیرین به حضور ناصرالدین شاه رسید. در سال ۱۲۵۷ شمسی (۱۲۹۵ هـ. ق) درگذشت و در روستای سردار آباد بوکان دفن شد.